# 유전자 발현의 조절

호르몬 수용체에 의한 유전자 발현의 조절

유전자 발현의 조절(영어: regulation of gene expression)은 특정 유전자 산물(단백질 또는 RNA)의 생산을 증가 또는 감소시키기 위해 세포가 사용하는 광범위한 메커니즘들을 포함한다. 예를 들어 발생 경로를 유발하거나 환경 자극에 반응하거나 새로운 음식물에 적응하기 위한 정교한 유전자 발현 프로그램이 생물학에서 널리 관찰된다. 전사 개시에서부터 RNA 프로세싱 및 단백질의 번역 후 변형에 이르기까지 유전자 발현의 모든 단계는 조절될 수 있다. 보통 하나의 유전자 조절자가 유전자 조절 네트워크에서 다른 조절자를 조절하는 식이다.

## 같이 보기
- 유전자 발현